# Страйкбольный привод

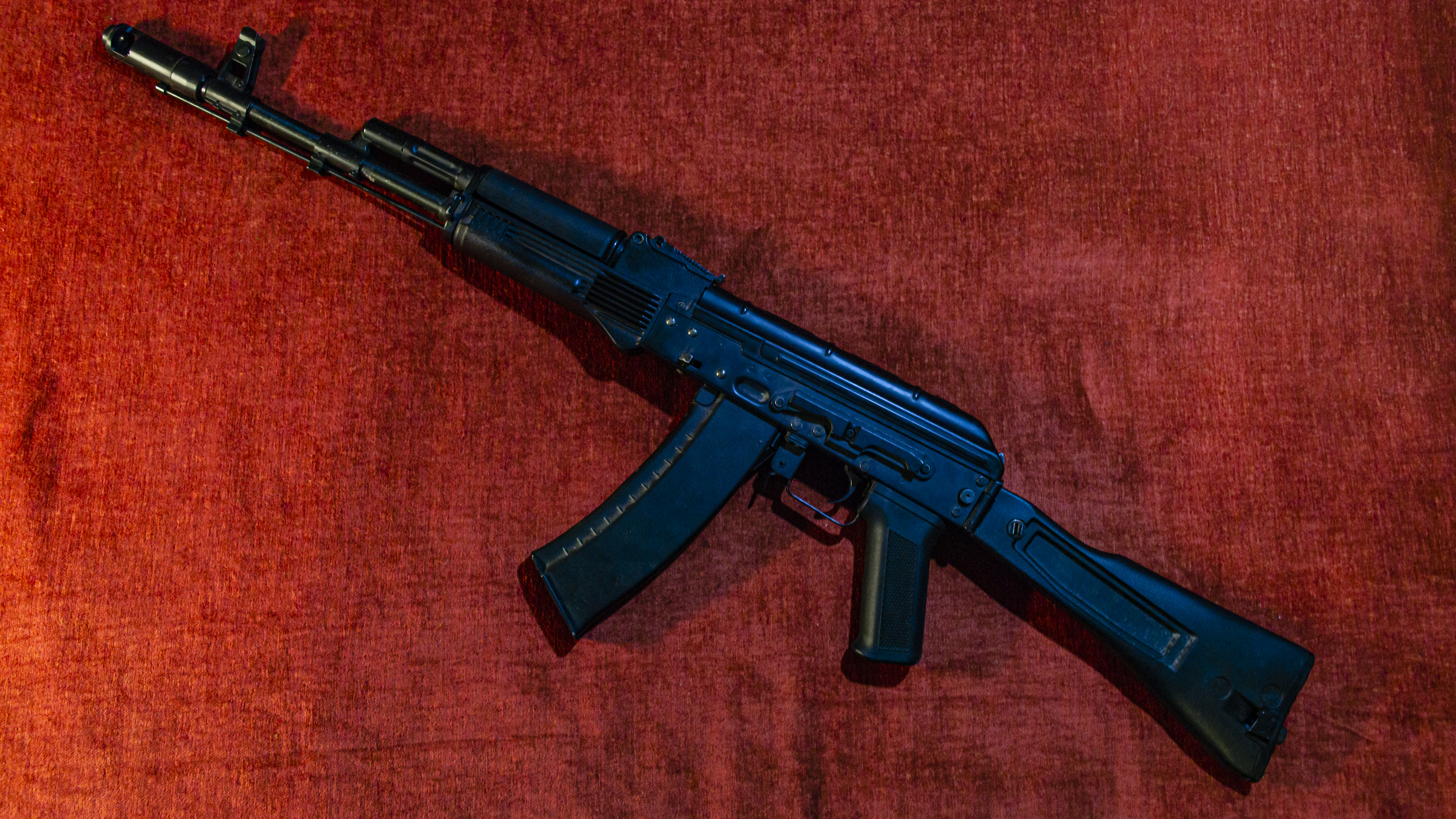
Страйкбольная модель автомата Калашникова АК-74М

Страйкбольное оружие (страйкбольные при́воды) — точные копии настоящего оружия, используемые в страйкбольных видах спорта. Это особый тип маломощного гладкоствольного пневматического оружия, предназначенных для стрельбы неметаллическими сферическими снарядами, часто в разговорной речи называемыми «шары», которые обычно изготавливаются из пластика или биоразлагаемых полимерных материалов (но не ограничиваются ими). Силовые установки для страйкбольного оружия имеют низкую дульную энергию (обычно от 1 до 3 Дж), а пули обладают значительно меньшей пробивной и останавливающей способностью, чем обычные пневматические пистолеты, и, как правило, безопасны для соревновательных спортивных и развлекательных целей, если надето соответствующее защитное снаряжение.
В зависимости от конструкции механизма для приведения в движение гранул, страйкбольное оружие можно разделить на две группы: механические, которые состоят из подпружиненного спирального поршневого воздушного насоса, который либо вручную (например, пружинные пистолеты), либо автоматически приводится в действие трансмиссией электродвигателя с батарейным питанием (например, AEG); и пневматический, который работает путём контролируемого с помощью клапана выпуска предварительно заполненного газового баллона, такого как сжатый пропан, смешанный с силиконовым маслом (широко известный как «зелёный газ») или баллонов с CO2 (например, пистолетов GBB).
В качестве игрушечного оружия страйкбольное оружие чаще всего спроектировано так, чтобы внешне реалистично напоминало настоящее огнестрельное оружие, и его может быть очень трудно визуально отличить от оружия, несмотря на оранжевые кончики дула в некоторых юрисдикциях.

## Применение

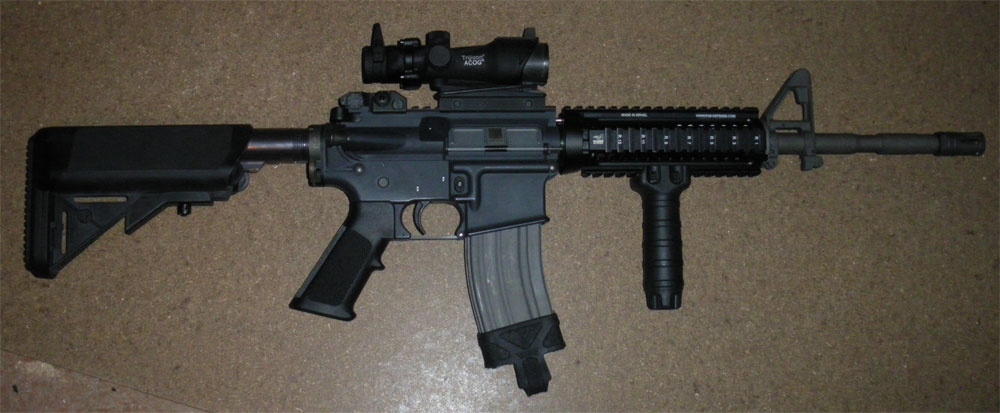
Система профессионального тренировочного оружия M4A1 MAX

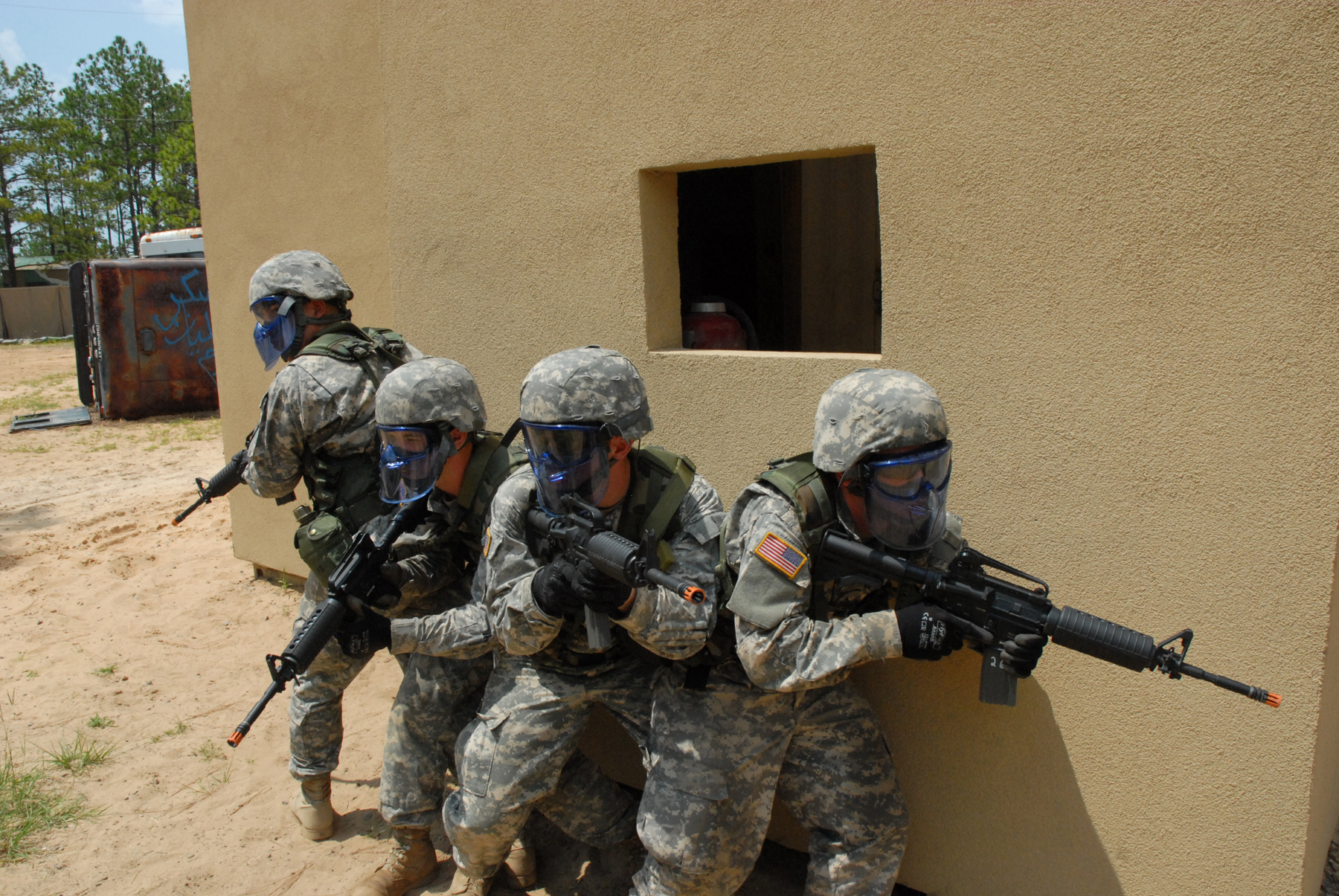
Солдаты 187-го артиллерийского батальона армии США готовятся очистить комнату во время боевых учений в городских условиях на полигоне полевых учений батальона. Солдаты были вооружены страйкбольным оружием в рамках пилотной программы 2009 года.

В прошлом страйкбол использовался почти исключительно в развлекательных целях, но в 2012 году технология страйкбола с возвратом газа (GBB) была принята федеральными и государственными учреждениями США в качестве доступного и надёжного инструмента тактической подготовки для ближнего боя. В 2018 году Береговая охрана США официально приняла на вооружение страйкбольный пистолет P229 марки SIG. Пистолеты GBB позволяют выполнять упражнения по правильной манипуляции с оружием, тренировку мышечной памяти, имитацию стресса и симуляцию сил противника за часть от стоимости комплектов для переоборудования обычных затворов, которые используют маркировочные картриджи с восковыми пулями от производителей обучения боеприпасов, таких как UTM и Simunition. Оружие для страйкбола также позволяет проводить базовую и продвинутую подготовку стрелков в более безопасной обстановке за счёт снижения риска случайной травмы или смерти в результате неаккуратного разряда.
По всему миру существуют клубы, команды и даже спортивные ассоциации, посвященные страйкболу. В Европе проходят одни из крупнейших событий, в которых участвуют более 2000 человек. В Северной Америке только в 2012 году в игре Фульдский коридор в Тейлорсвилле, штат Северная Каролина, приняли участие более 1100 участников, а в серии военных симуляторов Operation Lion Claws (OLCMSS) приняли участие 800 человек на базе ВВС Джордж в Викторвилле, Калифорния. Федерация страйкбола и ФСО «Страйкбол» также проводят большие игры в России. Привлекательность больших игр связано с интенсивностью и разнообразием используемого оборудования, от стрелкового оружия до бронетехники.
Во многих странах каждый владелец оружия для страйкбола и активный энтузиаст должен быть членом аккредитованной ассоциации или федерации страйкбола. Большинство игроков в страйкбол проводят игры на зарегистрированном поле, где боевые ситуации моделируются с использованием оружия для страйкбола, такого как копии пистолетов, автоматов, карабинов/штурмовых винтовок, DMR/снайперских винтовок, лёгких пулеметов, гранат и мин. Обычно используется большое разнообразие и обилие милитари обмундирования. Историческая реконструкция известных военных событий — ещё один фаворит многих страйкбольных игроков и клубов. Кроме того, ряд компаний, таких как Systema Engineering и Celsius Technology, производят сверхреалистичные высокоскоростные страйкбольные винтовки, разработанные специально для полиции и военных для целей нелетального обучения. Сегодня люди могут использовать его как реквизит для съёмок фильмов.

## Типы

### Пружинный

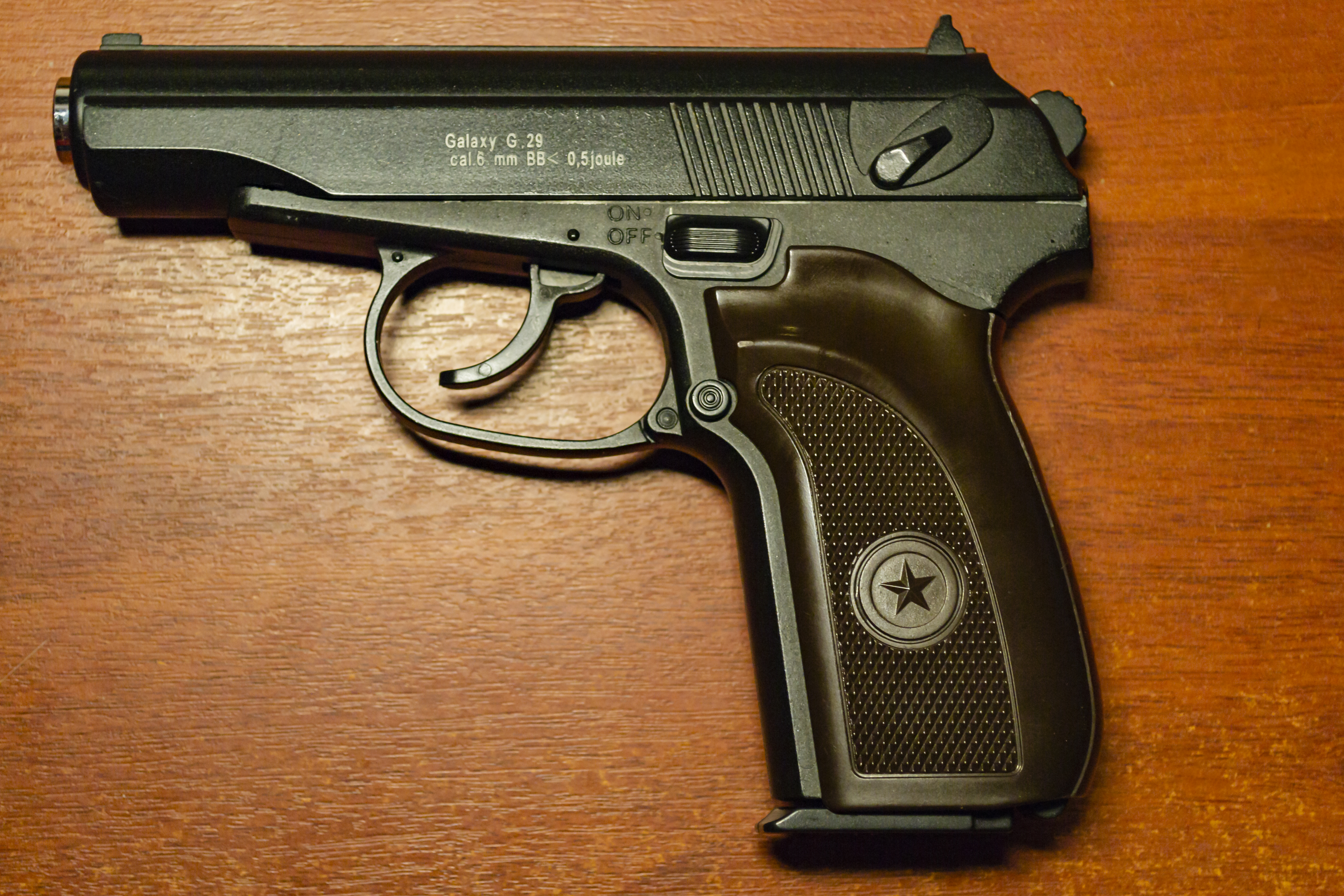
Страйкбольная модель пистолета Макарова на пружинной системе

Пружинное оружие для страйкбола (или «спринговое оружие», англ. spring) — это однозарядное устройство, которое использует упругую потенциальную энергию, запасённую в сжатой спиральной пружине, для приведения в действие поршневого воздушного насоса, который срабатывает при нажатии на спусковой крючок и быстро нагнетает давление в цилиндре насоса, чтобы, в свою очередь, «выдуть» шары в ствол орудия. Это оружие практически идентично (хотя упрощено и маломощно) по конструкции с пружинно-поршневым пневматическим оружием и имеют те же принципы действия. Пользователь должен вручную повторно сжимать пружину перед каждым выстрелом, как правило, отводя затвор (пистолеты), рукоятку затвора (винтовки) или цевьё (дробовики) на оружии, которое взводит и подготавливает его. Из-за этого пружинное оружие по своей конструкции не может вести автоматический или полуавтоматический огонь.
Данный тип используют снайперские винтовки и дробовики, реже пистолеты.

### С питанием от батареи

#### (Полу)автоматическое электрическое оружие

Иллюстрация работы коробки передач электродвигателя версии 2

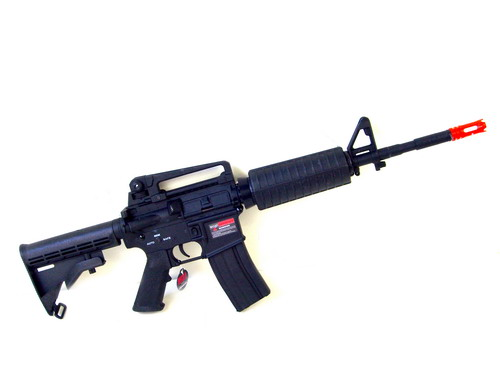
Dboys M4A1 AEG

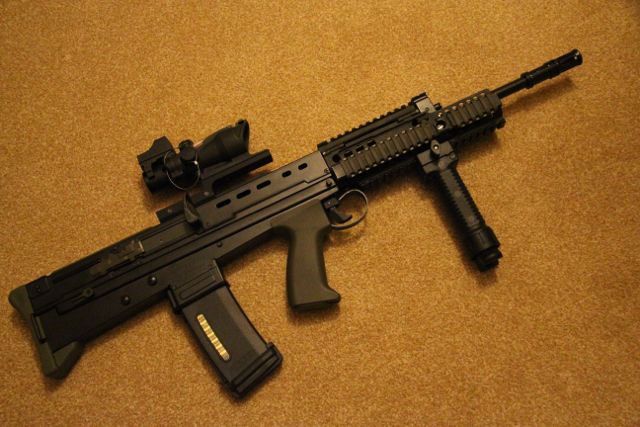
ARES L85 AEG, оснащенный системой рельсового интерфейса Daniel Defense, точной копией прицела ACOG, Grip Pod и Magpul PTS EMAG.

В страйкбольном оружии с электроприводом используется подпружиненный поршневой насос, как и в пистолетах с пружинами, но вместо ручного управления они обычно используют портативные аккумуляторные батареи для питания внутреннего электродвигателя, которые передаются через коробку передач для сжатия пружины насоса и циклической загрузки шариков внутрь. Возможны различные варианты стрельбы из автоматического, трехзарядного и полуавтоматического оружия, что дало этим ружьям популярное название «автоматическое электрическое оружие» или «привод». Эти орудия часто достигают начальной скорости от 46 до 198 м / с и скорострельности от 100 до 1500 выстрелов в минуту. Это наиболее часто используемый и широко доступный тип страйкбольного оружия.
Три наиболее распространенных модели приводов — это серия AR-15 (например, винтовка M16, карабин M4 и т. д., иногда называемая серией ArmaLite или Colt ), серия H&K MP5 и серия AK или автомат Калашникова . Также набирает популярность H&K G36, а в последнее время — FN P90 и H&K MP7 . Впоследствии для этих винтовок стали доступны многочисленные детали для ремонта и модификации. Модельный ряд приводов варьируется от простого пистолета до реактивного гранатомета и минигана.
Преимущественно это автоматы, пулеметы и снайперские винтовки. Реже пистолеты.

#### Электрическое оружие малой мощности
Некоторое страйкбольное оружие называется маломощным электрическим оружием, чтобы отличать их от оригинальных, более дорогих и более мощных приводов, хотя их механическая/электрическая конструкция и принцип действия аналогичны. Их не следует путать с мини-электрическими. Первоначально они представляли собой новинку, часто считаясь ниже пружинного страйкбольного оружия из-за их конструкции и малых скоростей. Поскольку существует оружие с пружинным механизмом, которые могут заметно превосходить истинные бюджетные маломощные приводы и их можно найти по сопоставимым ценам, они обычно считаются лучшим выбором.

#### Электрическое оружие по средней цене
Некоторые компании - например, UTG с их популярными моделями MP5 и AK-47 - улучшили своё качество до такой степени, что некоторые модели теперь считаются просто средними приводами, более доступными, но все же достаточно эффективными. Среди страйкболистов их обычно называют приводами средней ценовой категории. Иногда они являются копиями или «клонами» разработок таких производителей, как Tokyo Marui, за полную стоимость. По состоянию на конец 2008 года некоторые бренды MPEG, такие как Echo-1/Jing Gong и CYMA, по мнению многих, приближались по качеству и соответствовали характеристикам оригиналов, но менее чем за половину цены.

#### Электрическое оружие с движением затворной рамы
Электрическое оружие с движением затворной рамы — это высококачественные приводы, которые обычно работают от перезаряжаемой батареи на 9,6 В. Большинство моделей, использующих эту систему, являются винтовками. Они имитируют действие настоящего пистолета или винтовки со свободным затвором, но обычно имеют меньшую отдачу. По сути это тот же электрический привод по дизайну и столь же мощный. Однако недостатком функции обратного затвора является то, что аккумулятор быстро разряжается, кроме того, обратный затвор может вызвать дополнительную нагрузку на коробку передач, что может привести к сокращению её срока службы. Систему отдачи можно отключить, немного повозившись.

#### Мини-электрическое оружие
Недавно компания Well, известная своими пружинными пистолетами, начала производство миниатюрных аккумуляторных пистолетов, которые стреляют только в автоматическом режиме. Они отличаются от единых пулемётов тем, что не являются копиями настоящего огнестрельного оружия, а представляют собой уменьшенную версию настоящего огнестрельного оружия, в основном сделанного из чёрного или прозрачного пластика.
У них небольшая вместимость, обычно от 50 до 100 шаров, но у них есть приличный диапазон и функциональный hop-up. В последние годы они стали очень популярными, и сейчас их производит Tokyo Marui. Эти «мини», как их называют, не являются жизнеспособным вариантом в играх против приводов, поскольку их небольшой боезапас, малый радиус действия и низкая точность на дальнем расстоянии оставляют их владельца в большом невыгодном положении. Однако мини-электрическое оружие может конкурировать с пружинными пистолетами на близких дистанциях, в первую очередь из-за их более высокой скорострельности.

#### Автоматические электрические пистолеты
Автоматические электрические пистолеты были впервые представлены Tokyo Marui в 2005 году с их Glock 18C (за которым последовала модель Beretta 93R). Это были первые пистолеты, оснащённые системой с электрическим приводом, способной работать в полностью автоматическом режиме.
В холодную погоду AEP часто считают лучшим оружием, чем газовые пистолеты, потому что на батареи не так сильно влияет холодная погода. Такие газы, как CO2 и зелёный газ, хранятся в жидкой форме и требуют тепла для испарения. Газовый пистолет при температуре -12 °C обычно даёт только один-два полезных выстрела из полного магазина, и даже будет работать с пониженной мощностью из-за пониженного давления газа.

### Газовый
- Газовый

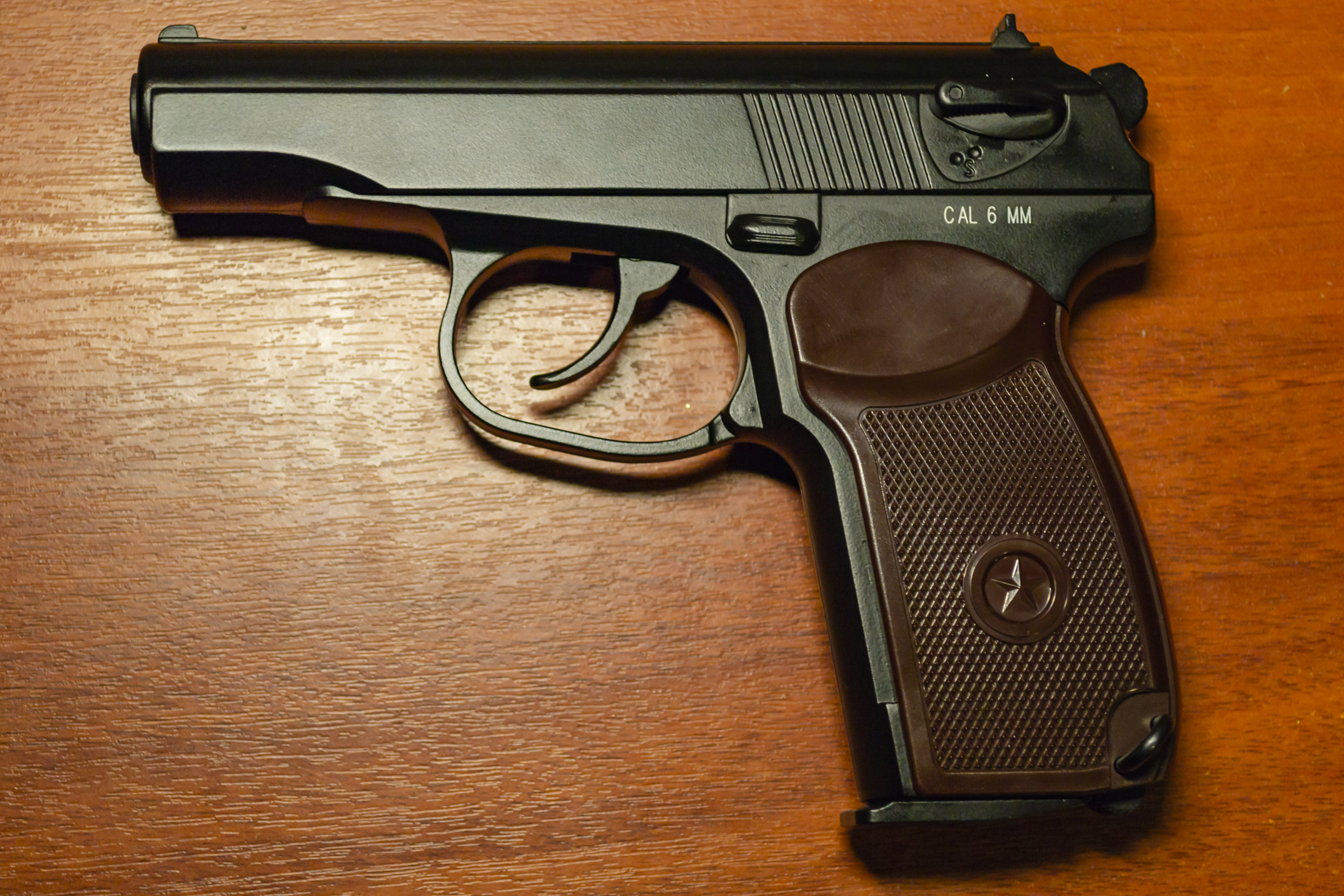
Реплика газового пистолета Макарова от KWC

Страйкбольное газовое оружие использует пневматическую потенциальную энергию, хранящуюся в сжатом газе, для приведения в действие механизма стрельбы и, таким образом, работает в соответствии с совершенно другим принципом конструкции по сравнению с оружием с пружинным или электрическим приводом. Самый распространенный вид — это оружие с газовым затвором (GBB). Данное газовое оружие использует внутренний баллон (обычно внутри магазина), который при нажатии на спусковой крючок дозированно выпускает предварительно заполненный баллонный газ через ряд клапанов для продвижения шара и создания отдачи, которая имитирует отдачу и циклически заряжает следующий выстрел. Они могут работать как в автоматическом, так и в полуавтоматическом режиме.
Чаще всего это пистолеты и снайперские винтовки, реже автоматы.
- Системы подачи воздуха высокого давления

Пневматика высокого давления представляет собой тип пневматического страйкбольного оружия, в котором вместо внутренних газовых баллонов используется подаваемый извне воздух высокого давления, как в большинстве газового страйкбольного оружия. Оно работает с использованием отдельного баллона с воздухом высокого давления, который соединён с приводом при помощи шланга, соединённый с пневматическим двигателем внутри орудия в том месте, где обычно в приводе стоит коробка передач. Двигатель приводится в действие блоком управления огнем, который может регулировать желаемую скорость стрельбы, а также выдержкой, которая определяет, сколько воздуха выделяется при каждом отдельном выстреле.
Чаще всего это автоматы и снайперские винтовки.

### Гибридное оружие
Гибридное страйкбольное оружие — это новейший тип оружия для страйкбола на рынке. По сути, это стандартные электрические или газовые приводы немного «более реалистичные» и обычно более мощные.
- Гибридный режим работы электрического привода: магазин загружается гильзами, каждая из которых содержит один пластиковый шар. Эти гильзы могут иметь небольшой красный колпачок, такой же, как у любого детского игрушечного пистолета, помещённого на них сверху. Эти гибридные приводы имеют электрическую систему с полной отдачей и работают по принципу «количество выстрелов на снаряд», так что для каждой выпущенной дроби гильза выбрасывается, а шар стреляет, обеспечивая реалистичный звук и дымовой эффект. С момента своего дебюта на рынке единственными гибридными ружьями являются TOP M4A1, а также M1 Garand, Kar98 и другие модели винтовок. Эти приводы являются наименее распространенным типом страйкбольного оружия на рынке сегодня и обычно используются коллекционерами и реконструкторами, а не рядовыми игроками.
- Гибридный режим работы газового привода: гибридное пневматическое страйкбольное оружие очень похоже на гибридное электрическое, и его операции аналогичны обычным газовым страйкбольным приводам с обратным затвором. Одиночный шар диаметром 6 мм так же загружается в гильзу. Затем его помещают в магазин. Сама страйкбольная копия также имеет резервуар для сжатого газа в качестве топлива (например, зелёного газа). Таким образом, когда затвор отводится назад, он загружает снаряд в патронник. Когда спусковой крючок нажат, он выпускает небольшую порцию пороха, и пуля выталкивается из ствола.

### Тренировочное оружие

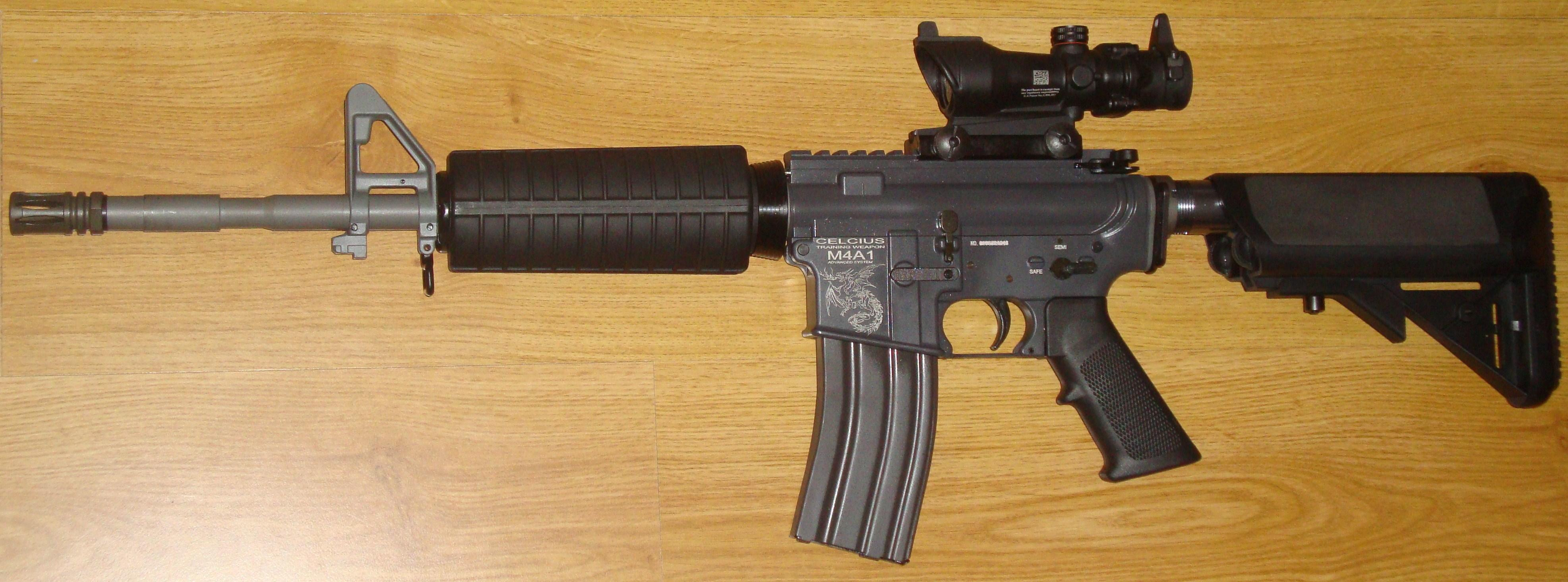
Автомат для страйкбола производства компании Celcius Technology (Гонконг). Эта модель учебного оружия является копией M4A1, а также имеет копию прицела G&G Trijicon ACOG.

Производитель страйкбольного оружия Systema Engineering разработал линейку страйкбольного оружия и аксессуаров, предназначенных для обучения военных и правоохранительных органов. Эти приводы изготовлены из авиационного алюминия в сочетании с деталями из нержавеющей стали, что обеспечивает прочность, стабильность, защиту от непогоды и простоту обслуживания. Это учебное оружие предлагает более реалистичные копии боевого оружия. К сожалению, они страдали от проблем с надежностью и доступностью запчастей. У них также были модели, запрещённые для ввоза в США за то, что их можно было преобразовать в настоящее огнестрельное оружие. Два производителя, King Arms и KWA, выпустили одобренные бюро огнестрельного оружия и взрывчатых веществ реплики AR-15 с газовым затвором, которые позволяли правильно разбирать оружие, манипулировать и функционировать, которые были разработаны для использования в военных целях, но также были законными для граждан США. Модель King Arms требовала модернизации деталей, чтобы придать ей надежность, хотя у KWA была слабая hop-up система, но в остальном она была надёжной.
5 ноября 2018 года береговая охрана США, которая долгое время использовала SIG P229 40 калибра в качестве своего дежурного оружия, объявила о приобретении страйкбольного пистолета SIG ProForce P229 CO2 в качестве своего нового учебного пистолета, чтобы дать курсантам и гвардейцам возможность чтобы попрактиковаться в обращении с оружием, провести тренировку по стрельбе по мишеням в различных условиях и потренироваться в реалистичных сценариях боя.

## Производительность
Страйкбольное оружие стреляет пластиковыми шарами со скоростью от 30 м/с для недорогого пистолета с пружиной, до 200 м/с для сильно модернизированных снайперских винтовок. Большинство не модернизированных приводов расположены посередине, производя скорости от 90 до 120 м/с для автоматов и примерно 150 м/с для снайперских винтовок. Внутренние компоненты большинства пистолетов можно модернизировать, что может значительно увеличить скорость пули. Использование более тяжёлых шаров (0,25 г, 0,3 г и т.д.) значительно снижает начальную скорость оружия, но может повысить точность на дальности и снизить снос от ветра. Более лёгкие шары имеют меньшую кинетическую энергию, чем более тяжелые, несмотря на их более высокую скорость выхода. Уменьшение веса шара обычно не увеличивает дальность его действия.

## Соображения безопасности
Страйкбол безопасен, если играть в надлежащей защитной экипировке. Большинство представленных на рынке ружей для страйкбола обычно имеют скорость ниже 110 м / с, но снаряды, выпущенные из любого типа страйкбольного оружия, могут лететь со скоростью от 20 м/с до более 210 м/с и способны пробить кожу на скорости 110–120 м/с. Например, в Великобритании скорость схватки составляет 110 м / с, а в некоторых местах для страйкбола — 88 м/с. В России максимально разрешённая скорость вылета шара из страйкбольного оружия — 172,5 м/с. Полностью закрытые защитные очки широко считаются минимальной защитой для игроков в страйкбол, поскольку глаза могут быть травмированы при любом типе удара. Минимальная степень защиты, к которой должен стремиться игрок, будет соответствовать или превышать стандарты ANSI / ISEA Z87.1, что означает, что очки рассчитаны на баллистические удары. Сетчатые очки также были распространены в использовании игроками из-за низкой стоимости и их неспособности запотевать, хотя они вызвали некоторую критику из-за своей конструкции без ударных нагрузок и подверженности к обломкам. Некоторые удары (особенно на близком расстоянии с использованием мощного оружия) могут привести к трещинам или повреждению зубов. Стоматологи сообщают о сломанных зубах, которые требуют корневого канала и коронки для восстановления повреждений. Маска для лица (как в пейнтболе) рекомендуется для защиты глаз и зубов. Металлические сетчатые маски и каппы в последнее время получают широкое распространение. Так же гипотетически возможно попадание шара в ушной канал, что может привести к повреждению барабанной перепонки.

### Полицейские расстрелы
- 13 января 2006 года Кристофер Пенли, 15-летний студент со страйкбольным пистолетом, выкрашенным полностью в черный цвет, был убит членом команды SWAT в средней школе Милви в Лонгвуде, Флорида[7].
- 22 октября 2013 года 13-летний Энди Лопес был застрелен заместителем шерифа округа Сонома Эриком Гелхаусом. Лопес гулял с другими детьми и нёс страйкбольный автомат, который был разработан, чтобы напоминать автомат АК-47. Гельхаус открыл огонь, убив Лопеса семью выстрелами[8].
- 5 августа 2014 года Джон Кроуфорд, обращаясь с пистолетом BB в магазине Walmart недалеко от Дейтона, штат Огайо, был застрелен полицией Биверкрика[9].
- 22 ноября 2014 года в Кливленде, штат Огайо, полицией был застрелен 12-летний мальчик Тамир Райс с пистолетом для страйкбола. После того, как звонивший в службу экстренной помощи сообщил о несовершеннолетнем мужчине с «вероятно фальшивым» пистолетом на детской площадке, на место происшествия прибыла полиция, но диспетчер не сказал, что пистолет мог быть фальшивым. Полиция сообщила, что они попросили мальчика показать руки, но вместо этого он потянулся за пояс. Полиция застрелила его в течение двух секунд после прибытия на место происшествия. Позже полиция сообщила, что оранжевый наконечник, указывающий на то, что пистолет был игрушечным, был удалён[10].
- 25 ноября 2014 года полиция Ванкувера, штат Вашингтон, прибыла на место домашнего спора и обнаружила 31-летнего Себастьяна Т. Левандовски со страйкбольной копией AR-15. Когда он отказался положить копию оружия, офицеры открыли огонь по Левандовски. Он умер на месте происшествия[11].
- 1 июня 2020 года в Екатеринбурге сотрудники СОБР Росгвардии застрелили мужчину, угрожавшим им страйкбольным автоматом. Ранее он украл из магазина 5 рулонов обоев, после чего за ним погнались сотрудники службы охраны магазина. Однако мужчина успел скрыться от преследования у себя в квартире. На место прибыли полицейские и привезли с собой отца мужчины, которого он впустил внутрь и больше не выпускал. Ближе к 12 ночи на место приехал спецназ Росгвардии и начал штурм квартиры. После того, как удалось взломать дверь подозреваемый бросился на росгвардейцев с ножом в одной руке и предметом, похожим на автомат — в другой. В результате он был застрелен[12].